# Іоанн Дука Ангел (себастократор)
Іоанн Дука (*Ἰωάννης Δούκας, 1125/1127 , Костантинополь— бл. 1200) — державний та військовий діяч Візантійської імперії.

## Життєпис
Походив з впливового роду Ангелів. Старший син Костянтина Ангела, себастрогипертата і дукса, та Феодори Комнін (доньки імператора Олексія I). Здобув гарну освіту. Розпочав службу у війську у 1140-х роках ,спочатку брав участь у походах кінця правління імператора Іоанна II, а потім за Мануїла I.
Вперше письмово згадується 1166 року, коли був присутній на церковному синоді в Константинополі. 1176 року вже керував підрозділом у військовій кампанії проти Румського султанату. Брав участь в битві при Міріокефалоні, де візантійці зазнали нищівної поразки від сельджуків. Не зміг виконати наказ імператора відтіснити супротивника, що оточував імператорське військо. Втім зумів врятуватися від полону.
У 1180 році підтримав урядування регентки Марії Антіохійської при малолітньому імператорові Олексії II. Деякий час підтримував впливового протосебаста Олексія, але після конфлікту того з братом Андроніком Ангелом у 1182 році перейшов на бік Андроніка Комніна.
У 1183 році після захоплення влади Андроніком Комніном перейшов до нього в опозицію. 1185 року, коли його небіж Ісаак Ангел вбив імператорового фаворита Стефана Агіохристофорита, то разом з сином Ісааком долучився до небожа, підтримавши повстання проти імператора Андроніка I. Після повалення останнього Іоанн Дука висунув свою кандидатуру на трон, але це було відкинуто. Більшість знаті підтримало Ісаака Ангела.
Новий імператор Ісаак II надав Іоанну Дуці титул себастократора та посаду великого доместіка. 1185 року брав участь у відбитті нападу військ королівства Сицилія на балканські володіння імперії. Втім в одному з військових таборів наніс особисту образу Асену, що спровокувало Болгарське повстання того ж року.
1186 року Іоанну Дуці було доручено придушити його. Спочатку той діяв успішно, витіснивши болгар з феми Паристріон. Але незабаром втратив посаду через підозру Ісаака II, що Іоанн дука має намір повалити його. Після цього Іоанн Дука мешкав у Константинополі, перебуваючи у почті володаря.
У 1191 році очолив елітні частини під час нової військової кампанії проти Болгарії. Незважаючи на загальні невдачі, Іоанн Дука врятував свій підрозділ від великих втрат. Того ж року був учасником синоду, який змісив Доситея, патріарха Константинопольського.
1195 року підтримав заколот небожа Олексія, який повалив свого брата, імператора Ісаака II. У 1199 році після смерті обох синів Олексія III планував домогтися визнання себе спадкоємцем трону. Помер близько 1200 року.

## Родина
Мав двох дружин, відома з яких лише Зоя, донька Костянтина Макродуки. Від якої з дружини були його діти, достеменно невідомо. Втім, вважається, що більшість народилися у шлюбі із Зоєю.
Діти:
- Ісаак (1155—1203), одружений з дочкою Олексія Врани
- Олексій (бл. 1160 — д/н)
- Феодор (1180/1185 — 1253), 2-й володар Епірського деспотату
- Мануїл (1186/1188 — 1241), 3-й володар Епірського деспотату
- Костянтин (1172—1242), деспот Етолії і Акарнанії

Мав коханок, від одної з яких народився син Михайло (1170—1215), що став засновником Епірського деспотату. Від іншої коханки мав 3 доньок, з яких перша вийшла заміж за Михайла Кантакузина, друга — за стратега о. Корфу, третя — за Маттео Орсіні, пфальцграфа Кефалонії.